# Афина Парфенос
«Афина Парфенос» (др.-греч. Ἀθηνᾶ Παρθένος «Афина-Дева») — древнегреческая скульптура работы Фидия. Время создания — 447−438 г. до н. э. Не сохранилась. Известна по копиям и описаниям.

## Описание
Изображение богини Афины, покровительницы города Афины. Была установлена на вершине Акрополя, в главном храме, — Парфеноне.

### Техника и материал
Была выполнена в хрисоэлефантинной (акролитной) технике (золото и слоновая кость). Золото на сумму 40 (или 44) талантов (около тонны) и слоновая кость покрывали деревянный остов статуи высотой в 13 метров. Золото, пошедшее на изготовление Афины, являлось значительной частью национального золотого запаса полиса.

### Иконография
Мореплаватель Павсаний в своем путеводителе описывает её так:

«Сама Афина сделана из слоновой кости и золота… Статуя изображает её во весь рост в хитоне до самых ступней ног, у неё на груди голова Медузы из слоновой кости, в руке она держит изображение Ники, приблизительно в четыре локтя, а в другой руке — копье. В ногах у неё лежит щит, а около копья змея; эта змея, вероятно — Эрихтоний». (Описание Эллады, XXIV, 7).

Шлем богини имел три гребня (средний со сфинксом, боковые с грифонами). Как пишет Плиний Старший, на внешней стороне щита была вычеканена битва с амазонками, на внутренней — борьба богов с гигантами, а на сандалиях Афины имелось изображение кентавромахии. База была украшена историей с Пандорой.
На мраморных копиях руку богини с Никой поддерживает столб, существовал ли он в оригинале — предмет многочисленных дискуссий. Ника кажется крошечной, в действительности её высота составляла 2 метра.

### Скрытые мелочи

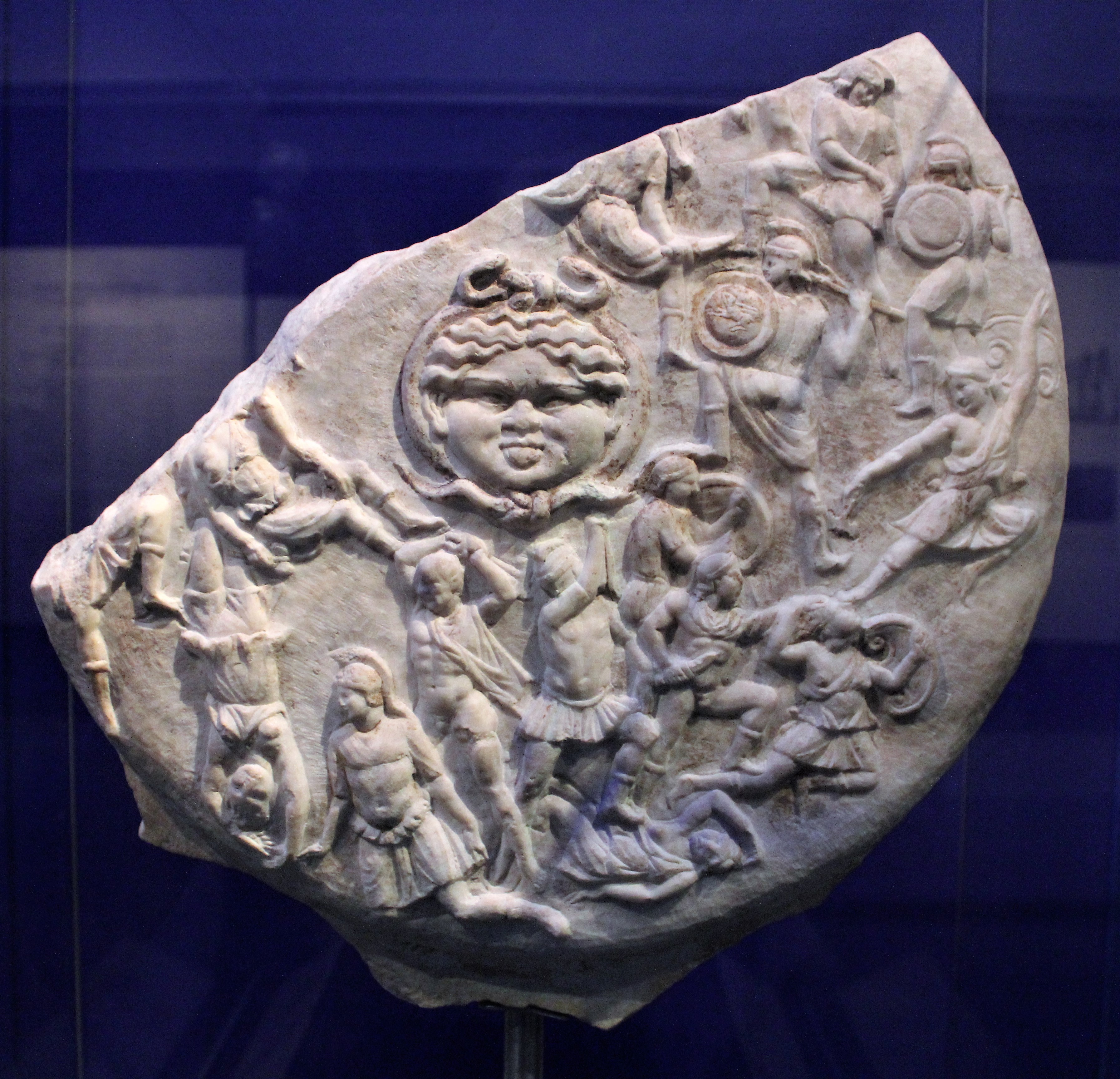
Копия щита с изображением битвы, т. н. «Щит Стрэнгфорда», Британский музей

Предполагаемый автопортрет Фидия в виде лысого старика (Дедала), замахивающегося молотом (атрибутом скульптора) в сцене битвы c амазонками на «Щите Стрэнгфорда»

- Считается, что на щите Афины в числе прочих изваяний Фидий поместил себя и изображения своего друга Перикла (предположительно, в виде Дедала и Тезея). Кстати, это оказалось для него фатальным — его обвинили в оскорблении божества, бросили в тюрьму, где он покончил с собой ядом, или умер от лишений и горя (подробнее о процессе см. Фидий).

«Особенно его обвиняли в том, что он, изображая на щите битву с амазонками, вычеканил своё собственное изображение в виде плешивого старика, поднявшего двумя руками камень, а также прекрасный портрет Перикла, сражающегося с амазонкой. Он очень искусно расположил руку, поднимающую копье перед лицом Перикла, как будто хотел скрыть сходство, но оно все же видно с обеих сторон» (Плутарх, «Перикл»).

- На пальце этой статуи (либо Зевса Олимпийского или же Афродиты Урании) Фидий увековечил имя своего возлюбленного, написав «Прекрасный Пантарк».

### Взаимосвязь с архитектурным пространством
Статуя Зевса в Олимпии, сидящего на троне в храме, почти касалась головой потолка целлы, так что зрителям казалось, что если бог встанет, он разрушит храм. Афина же стояла во весь рост, и между её шлемом и потолком оставалось свободное пространство. Рассказывают, что желая достигнуть как можно большей ширины внутреннего помещения, Фидий склонил строителя Парфенона, Иктина, отступить от традиционной нормы дорийского храма и дать по фасаду не шесть, а восемь колонн. Другим новшеством стало расположение колонн, окруживших статую не только по бокам, но и позади. Таким образом, скульптура Афины оказалась как бы вписанной в архитектурную раму .

## Жизненный путь произведения
- ок. 447 г. до н. э. Фидий получает заказ и сооружает статую.
- 438 г. до н. э. Статуя установлена в храме.
- ок. 432—431 до н. э. Враги Перикла обвиняют Фидия в том, что он похитил часть золота, отведенного для создания Афины. Фидий снимает золотые пластины (укрепленные специальным образом), взвешивает их и очищается от обвинения.
- 296 г. до н. э. Тиран Лахар (др.-греч. Λαχάρης) во время осады Афин войсками Деметрия Полиоркета снимает золото со статуи, чтобы оплатить жалование своим воинам. Предположительно, тогда этот металл заменили бронзой.
- ок. 165 до н. э. Афина Парфенос страдает во время огня, но подвергается реставрации.
- находится в храме до 5-го в. н. э., когда предположительно погибает во время очередного пожара.
- встречается также упоминание о ней в Константинополе ок. X в. н. э.

## Слава произведения искусства
Афина Парфенос пользовалась невероятной славой. В диалоге Платона «Гиппий» Сократ ссылается на Афину Парфенос для дефиниции понятия прекрасного.

## Копии
- Наиболее полной и достоверной копией считается т. н. «Афина Варвакион» (Национальный музей, Афины), мрамор.
- Второй подобной копией считается незаконченная статуэтка «Афина Ленорман» (Lenormant Athena) в том же музее.
- Копией головы Горгоны Медузы, помещенной на щит Афины, считается т. н. «Медуза Ронданини» из мюнхенской Глиптотеки.
- Копией щита статуи с изображением битвы считается т. н. «Щит Стрэнгфорда» в Британском музее.
- Другая копия, хранящаяся в Лувре.
- Ещё одна свободная копия в Национальном музее Рима Приписывается Антиоху (Ἀντίοχος).
- Афина типа Одескальки (Odescalchi) считается развившейся из типа Парфенос.
- Изображение головы Афины на ювелирном украшении — подвеска из Куль-Обы.

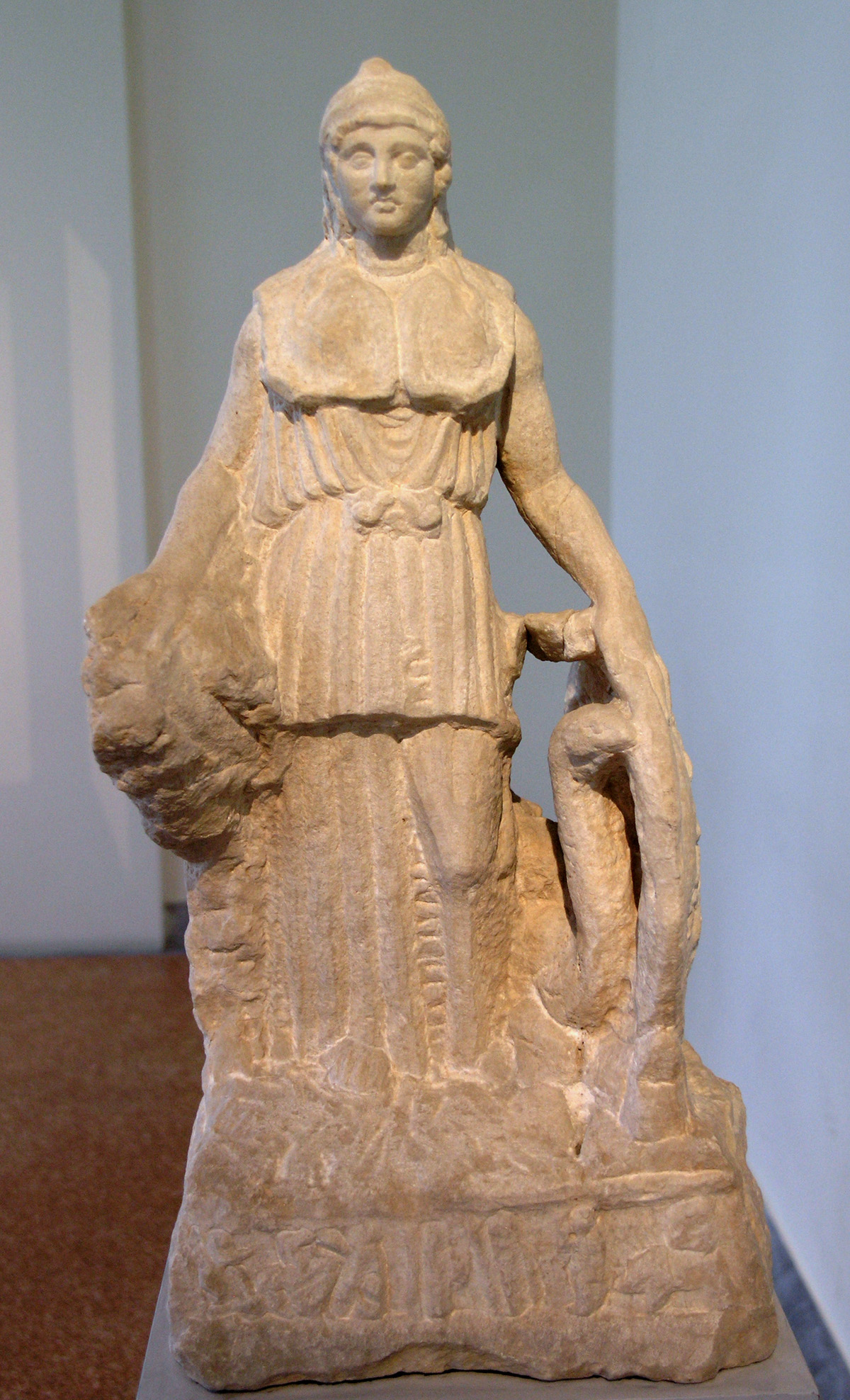
«Афина Ленорман»
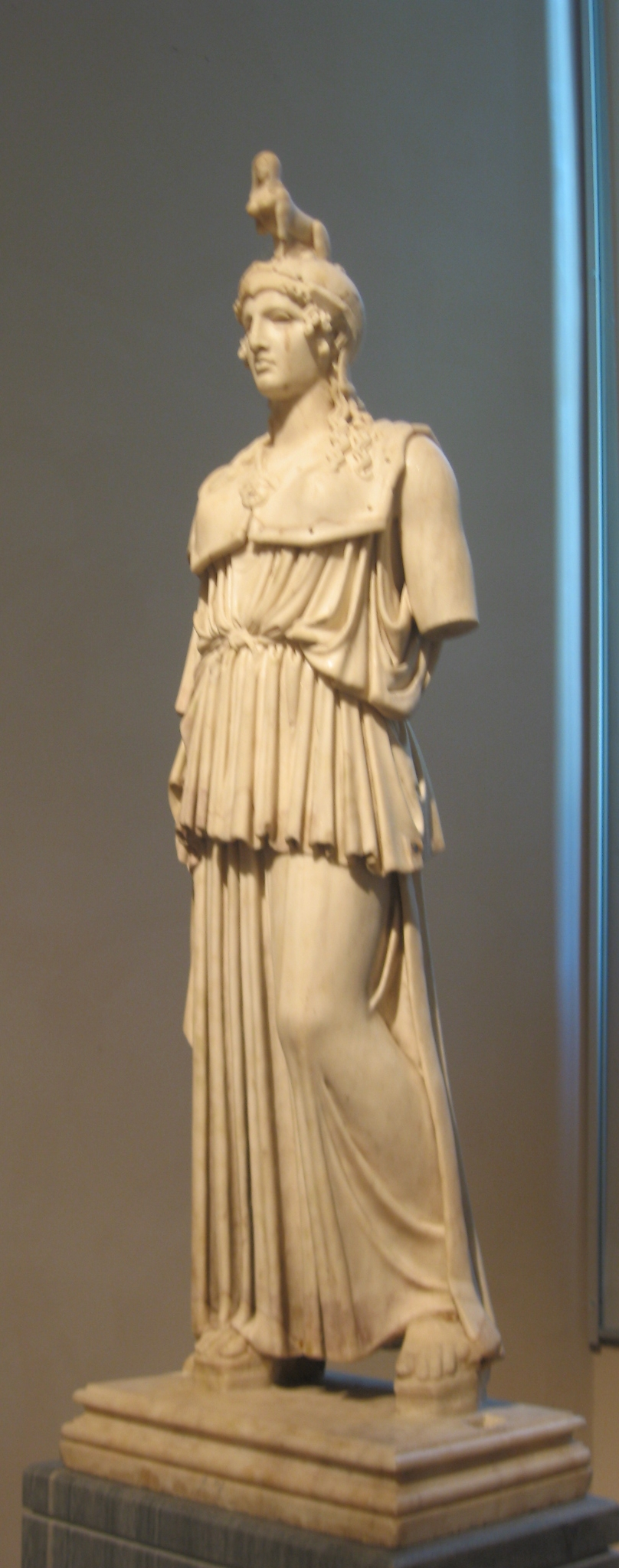
Статуэтка «Афина Парфенос» в Прадо
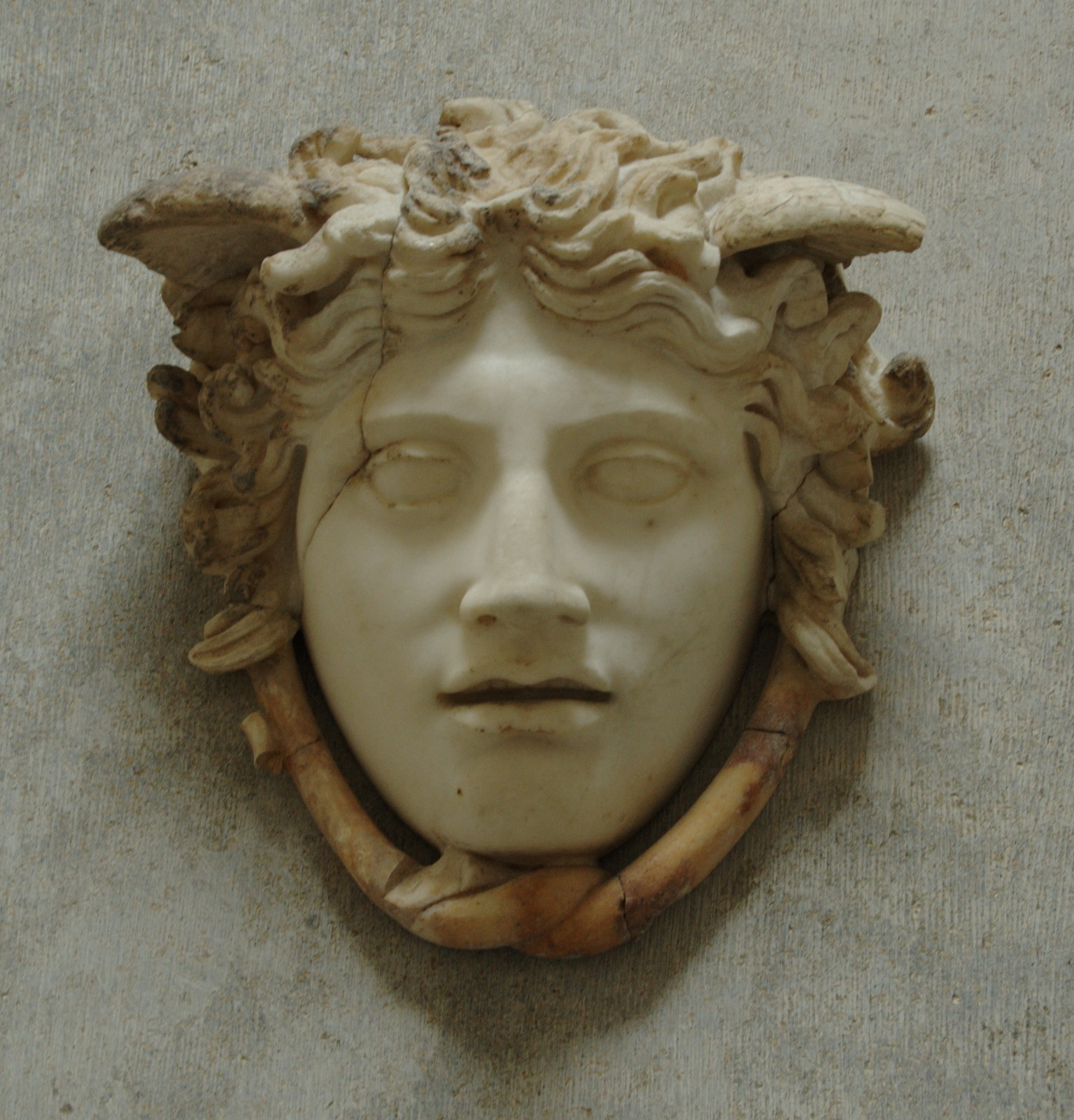
«Медуза Ронданини», копия головы, украшавшей щит статуи